# Санта-Марія-делла-Верса
Са́нта-Марі́я-де́лла-Ве́рса (італ. Santa Maria della Versa) — муніципалітет в Італії, у регіоні Ломбардія, провінція Павія.
Санта-Марія-делла-Верса розташована на відстані близько 430 км на північний захід від Рима, 55 км на південь від Мілана, 26 км на південний схід від Павії.
Населення — 2445 осіб (2014).

## Демографія
Населення за роками:

Станом на 1 січня 2023 року в муніципалітеті офіційно проживав 461 іноземець з 22 країн, серед них 168 громадян країн Євросоюзу та 13 громадян України.

## Сусідні муніципалітети
- Кастана
- Гольференцо
- Ліріо
- Монтекальво-Версіджа
- Монту-Беккарія
- Нібб'яно
- П'єтра-де'-Джорджі
- Ровескала
- Ціано-П'ячентіно